# Niall Matter

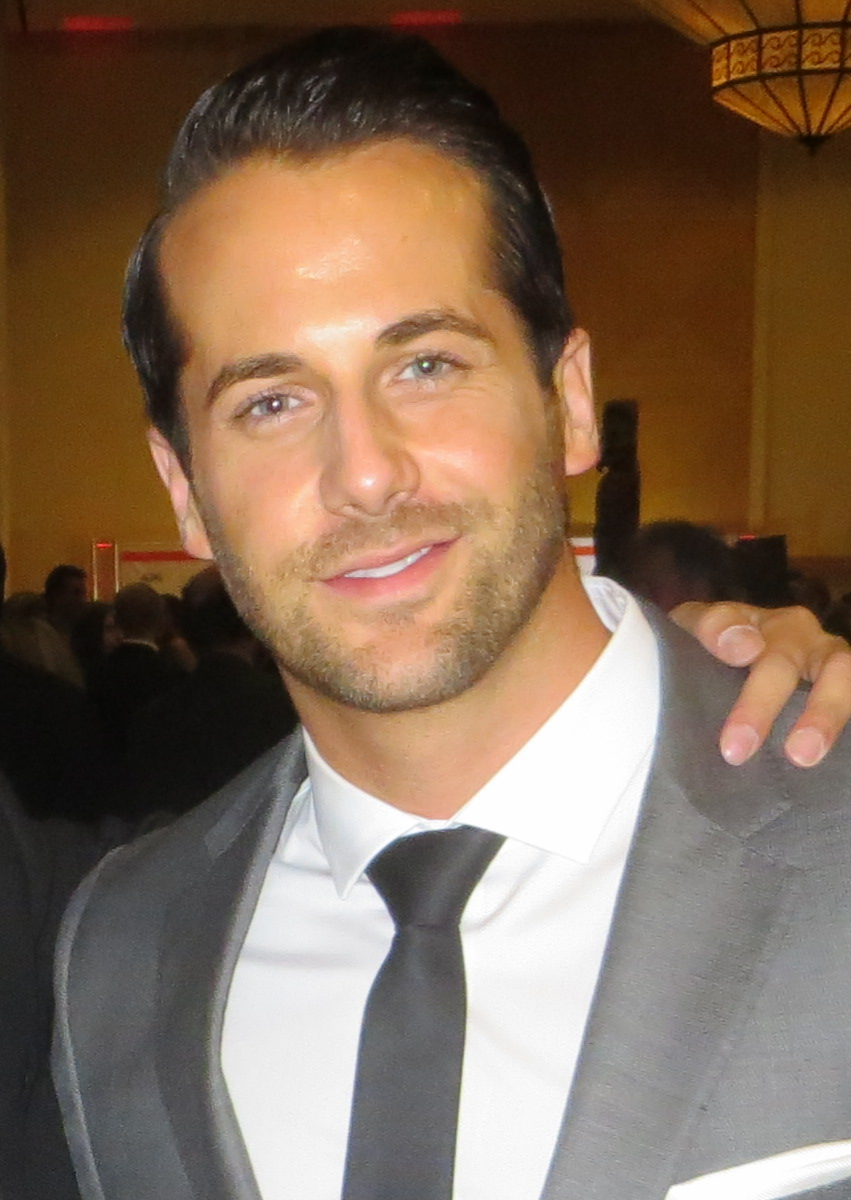
Niall Matter (2013)

Niall Matter (* 20. Oktober 1980 in Edmonton, Alberta) ist ein kanadischer Schauspieler, der bisher vor allem in Fernsehrollen zu sehen war.

## Leben
Niall Matter wurde im Oktober 1980 in Edmonton in der kanadischen Provinz Alberta geboren. Er arbeitete zunächst acht Jahre lang auf Bohrinseln, um seine Ausbildung bei der Vancouver Film School zu finanzieren. Im Alter von 25 Jahren hatte er einen lebensbedrohlichen Unfall auf einer Ölplattform. Bei dem Unfall wurde sein eines Bein zerschmettert und die Ärzte wollten es eigentlich amputieren. Durch Physiotherapie und sehr viel Üben schaffte er es, das Bein zu behalten. Er benötigte sechs Monate, um wieder richtig laufen zu können. Nach diesem Unfall arbeitete er nie wieder auf Bohrinseln, sondern konzentrierte sich auf deine Schauspiel-Karriere.
Nach Rollen in der kanadischen Jugendserie Die besten Jahre und in Stargate Atlantis wurde Matter vor allem durch seinen Auftritt in Loch Ness – Die Bestie aus der Tiefe bekannt. Im Jahr 2008 spielte er eine Rolle in dem Film Dr. Dolittle 4.
Von 2007 bis 2012 spielte er den Zane Donovan in der Science-Fiction-Serie Eureka – Die geheime Stadt. Zuerst nur als Nebendarsteller, stieg er zu Beginn der dritten Staffel zum Hauptdarsteller auf. 2009 hatte er ferner einen Cameo-Auftritt als der Charakter Mothman in dem Film Watchmen – Die Wächter. 2011 und 2012 war er in fünf Folgen der The-CW-Jugendserie 90210 als Gregg zu sehen. Im März 2012 erhielt er die Hauptrolle des Evan Cross in dem Primeval-Spin-off Primeval: New World.

## Filmografie (Auswahl)
- 2007: Die besten Jahre (Gastauftritt)
- 2007: Stargate Atlantis (Fernsehserie, 2 Folgen)
- 2007–2012: Eureka – Die geheime Stadt (Eureka, Fernsehserie)
- 2008: Loch Ness – Die Bestie aus der Tiefe (Beyond Loch Ness)
- 2008: Secrets of the Summer House
- 2008: Dr. Dolittle 4
- 2008: Fear Itself
- 2009: Watchmen – Die Wächter (Watchmen)
- 2009–2010: Melrose Place (Fernsehserie, 3 Folgen)
- 2009: Warehouse 13 (Fernsehserie, Folge 1x08)
- 2011–2012: 90210 (Fernsehserie, 5 Folgen)
- 2012–2013: Primeval: New World (Fernsehserie, 13 Episoden)
- 2014: Motive (Fernsehserie, Folge 2x03)
- 2015: Rizzoli & Isles (Fernsehserie, Folge 5x16)
- 2018: Predator – Upgrade (The Predator)
- 2018–2022: Mit Liebe zum Mord (An Aurora Teagarden Mystery, Filmreihe, 10 Episoden)
- 2018: Liebesbriefe zu Weihnachten (Christmas Pen Pals, Fernsehfilm)
- 2019: Liebe im Weihnachtspark (Christmas in Dollywood, Fernsehfilm)
- 2023: Festtags-Hotline: Bei Anruf Liebe (Holiday Hotline)